# آرثر إتش. ميرفي
آرثر إتش. ميرفي هو سياسي كندي، ولد في 24 أغسطس 1831، وتوفي في 27 أكتوبر 1903. نشط حزبياً في حزب كيبيك الليبرالي. وقد انتخب عضو الجمعية الوطنية في كيبك ‏.